# Bancos de expressões faciais
Um banco de expressões faciais é uma coleção de imagens ou vídeos contendo expressões faciais de uma gama de emoções.
Um conteúdo de mídia devidamente rotulado (especificando a emoção) é essencial para o treinamento, teste e validação de algoritmos para o  reconhecimento, análise e síntese de expressões faciais. A rotulação de uma emoção pode ser feita de forma discreta ou com uma escala contínua. A maioria dos bancos de  mídia, geralmente, são baseadas nas emoções básicas da teoria (por Paul Ekman e Armindo Freitas-Magalhães), que pressupõe a existência de seis emoções discretas (raiva, medo, nojo, surpresa, alegria, tristeza). No entanto, alguns bancos de mídia incluem a emoção rotulada em uma escala contínua de engajamento-valência. E alguns bancos de dados incluem a informação das ativações de unidades de ação com base na FACS.
Nos bancos de expressões faciais encenadas, os participantes são convidados a simular diferentes expressões emocionais básicas, enquanto que em um banco de expressões espontâneas, as configurações faciais são naturais. As expressões espontâneas diferenciam-se consideravelmente das encenadas em intensidade, configuração e duração. Além disso, a síntese de algumas unidades de ação são performadas sem passar pelo estado emocional associado. Portanto, na maioria dos casos, a expressão é representada de forma exagerada, enquanto as espontâneas possuem movimentos mais sutis e diferem na aparência.
Muitos dos bancos de expressões faciais publicamente disponíveis estão categorizados aqui. Aqui são apresentadas algumas características dos bancos de expressão faciais.